# El Saltillo, Puebla
El Saltillo är en ort i Mexiko.   Den ligger i kommunen Tlacuilotepec och delstaten Puebla, i den sydöstra delen av landet, 150 km nordost om huvudstaden Mexico City. El Saltillo ligger 1 303 meter över havet och antalet invånare är 142.
Terrängen runt El Saltillo är bergig åt sydväst, men åt nordost är den kuperad. Runt El Saltillo är det ganska tätbefolkat, med 192 invånare per kvadratkilometer. Närmaste större samhälle är Xicotepec de Juárez, 16,7 km sydost om El Saltillo. Omgivningarna runt El Saltillo är en mosaik av jordbruksmark och naturlig växtlighet.